# 少彦名神社 (大阪市)
少彦名神社（すくなひこなじんじゃ）は、大阪市中央区道修町にある神社。旧社格は無格社。別称として、道修町の神農（しんのう）さん、神農さん。

## 概略
祭神は薬・医療・温泉・国土開発・醸造・交易の神であるが、少彦名神社では、薬の神として健康増進、交易の神として商売繁盛の神徳があるとされている。
医薬にゆかりのある祭神を祀っていることから、医薬業に携わる会社・関係者などの信仰を集めている。また、病気平癒・健康祈願や医薬業関連の資格試験合格を願う参詣者も多い。近年ではペットの病気平癒・健康祈願に参拝する人も多い。伊勢講から始まった神社でもあるため、伊勢神宮のお札を求める参拝者で正月は賑わう。

## 歴史
安永9年（1780年）10月、薬種中買仲間の団体組織である伊勢講が、薬の安全と薬業の繁栄を願うために、京都の五條天神社より少彦名命の分霊を道修町にあった仲間会所（現在の少名彦神社所在地）に勧請し、すでに仲間会所に祀ってあった神農炎帝とともに祀ったことを起源とする。
天保8年（1837年）、大塩平八郎の乱で仲間会所が焼失したため、天保11年（1837年）、仲間会所内に祠堂を設けて祭神を遷座した。
1906年（明治39年）、大阪府より近隣の神社に祭神を合祀するか、独立した神社として継続させるかの判断を求める旨の訓令を受け、独立した神社として祭神を護持していくことに決した。そのときに境内地の拡充、社殿・社務所を新築し、1910年（明治43年）、正遷宮を斎行するに至った。
1945年（昭和20年）の大阪大空襲の被害はからくも免れた。1980年（昭和55年）10月、「少彦名神社 鎮座200年」を記念して拝殿・本殿を修復、社務所を新築し、11月22日に「二百年祭」を斎行した。これを契機に、10年に一度、式年大祭を行うことになった。2007年（平成19年）4月、薬祖講の行事（神農祭・冬至祭）が、大阪市無形民俗文化財（民俗行事）に指定された。薬祖講とは、少彦名神社を崇敬護持することを目的とした団体である。主な活動としては、神事・祭礼が円滑に運ぶように支援したりする。

## 祭神
- 主祭神 - 少彦名命（すくなひこなのみこと）、神農炎帝（しんのうえんてい）

## 境内
- 本殿（国登録有形文化財） - 1910年（明治43年）再建。
- 幣殿（国登録有形文化財） - 1910年（明治43年）再建。
- 拝殿（国登録有形文化財） - 1910年（明治43年）再建。
- 社務所 - 1980年（昭和55年）10月建立。
- くすりの道修町資料館

## 文化財

### 国登録有形文化財
- 本殿
- 幣殿
- 拝殿

### 大阪市指定無形民俗文化財
- 少彦名神社の薬祖講行事（少彦名神社薬祖講）

## 祭礼
- 1月1日 - 歳旦祭
- 1月4日-1月7日 - 新年祈願祭
- 1月11日 - ペットの初詣・健康成就祈願祭
- 2月3日 - 節分厄除け大祭（護摩木神事・振る舞いぜんざい）
- 6月30日 - 夏越の大祓式
- 8月25日 - 大阪医薬品元卸商組合式年祈願祭
- 11月22日・11月23日 - 神農祭（例大祭）
- 12月冬至 - 冬至祭
- 12月31日-　年越大祓式
- 毎月1・15・23日 - 月例祭
- 毎月23日 - 献湯祭神楽奉奏（湯神楽奉奏）

### 神農祭
11月22日・11月23日には神農祭が行われる。大阪の祭りは、今宮戎神社の「十日戎」で始まり、少彦名神社の「神農祭」で終わるため、神農祭は「止めまつり」あるいは「とめの祭り」と称されている。道修町周辺の薬局・製薬会社などには、祭礼の提灯（ちょうちん）が掲げられている。辺りには、切り出した1本の大きな竹に張子の虎と製薬会社の製品（薬剤が入っている外箱）、吹き流しなどが吊るされたものを多く見かける。
神農祭で授与される、五葉笹に吊るされた「張子の虎」（神虎）が有名である。安政5年（1822年）、大坂でコレラが流行したが、道修町の薬種仲間が疫病除薬として「虎頭殺鬼雄黄圓」（ことうさっきうおうえん）という丸薬を調合し、少彦名神社の神前で祈祷して、罹患者（りかんしゃ）などに施した。そのときに合わせて、「張子の虎」を配布した。その丸薬の効能が高かったため、「張子の虎」の御守がよく知られるようになった。
この五葉笹（神虎）には、表面に「祈願 家内安全 無病息災」と記された赤い紙札、「薬」の文字印が腹に押された「張子の虎」、少彦名大神御靈と記された布製の神札、花詞（はなことば）の札が付けられている。
2021年（令和3年）には同じ大阪市のあべのハルカス近鉄本店で近鉄百貨店が運営する台湾食品専門店「神農生活」との合同企画を行った。
節分厄除大祭
昭和40年代までは近隣の製薬関係者で盛大に行っていたが、以後は神職のみのひっそりした神事として、近年まで執り行っていた。
2001年（平成13年）から護摩焚き神事を復活し、現在では1000名以上の参拝者で賑わう神事となっている。古来より病気平癒・厄除けの霊験あらたかなお宮として尊崇をされてきた。
ペットの初詣（ペット健康成就祈願祭）
道修町では明治期より動物用医薬品を扱う製薬会社も多く近年のペット飼育増加に伴い安心して、ペットと初詣できるよう崇敬者の要請にこたえて、1月11日を「ペットの初詣」ペット健康成就祈願祭として催行している。（ペットご祈祷については時間を定め予約制となっている）

## 交通アクセス
- 北浜駅（Osaka Metro堺筋線・京阪本線）6番出口下車徒歩1分
- 淀屋橋駅（京阪本線・Osaka Metro御堂筋線）11番出口下車徒歩6分